# STS-41-C
STS-41-Cは、アメリカ航空宇宙局の11度目のスペースシャトルのミッションであり、チャレンジャーの5度目のミッションである。1984年4月6日の打上げは、スペースシャトルとして初めて、直接上昇軌道に乗せるものであった。STS-41-Cは、ソーラーマックスの捕獲に問題が生じたことから、1日延長され、4月13日に、計画されたケネディ宇宙センターではなくエドワーズ空軍基地に着陸した。この飛行は、当初はSTS-13とされていた。

## 乗組員
- ロバート・クリッペン（機長、3度目）
- ディック・スコビー（パイロット、1度目）
- ジョージ・ネルソン（ミッションスペシャリスト、1度目）
- ジェームズ・ファン・ホーフェン（ミッションスペシャリスト、1度目）
- テリー・ハート（英語版）（ミッションスペシャリスト、1度目）

## パラメータ
- 質量:
  - 離陸時:115,328 kg
  - 着陸時:89,346 kg
  - ペイロード:25,981 kg
- 近点:222 km
- 遠点:468 km
- 軌道傾斜角:28.5°
- 軌道周期:91.4分

### 宇宙遊泳
- 1度目 - ネルソンとファン・ホーフェン
  - 開始:1984年4月8日 14時18分UTC
  - 終了:1984年4月8日 16時56分UTC
  - 時間:2時間38分
- 2度目 - ネルソンとファン・ホーフェン
  - 開始:1984年4月11日 08時58分UTC
  - 終了:1984年4月11日 15時42分UTC
  - 時間:6時間44分

## ミッションの概要

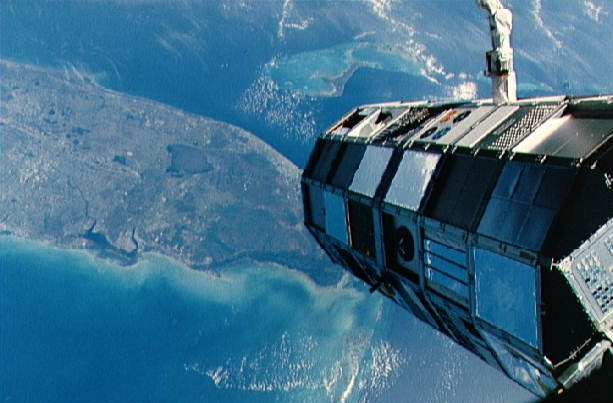
長期曝露実験施設は、スペースデブリについての重要な情報を与える。

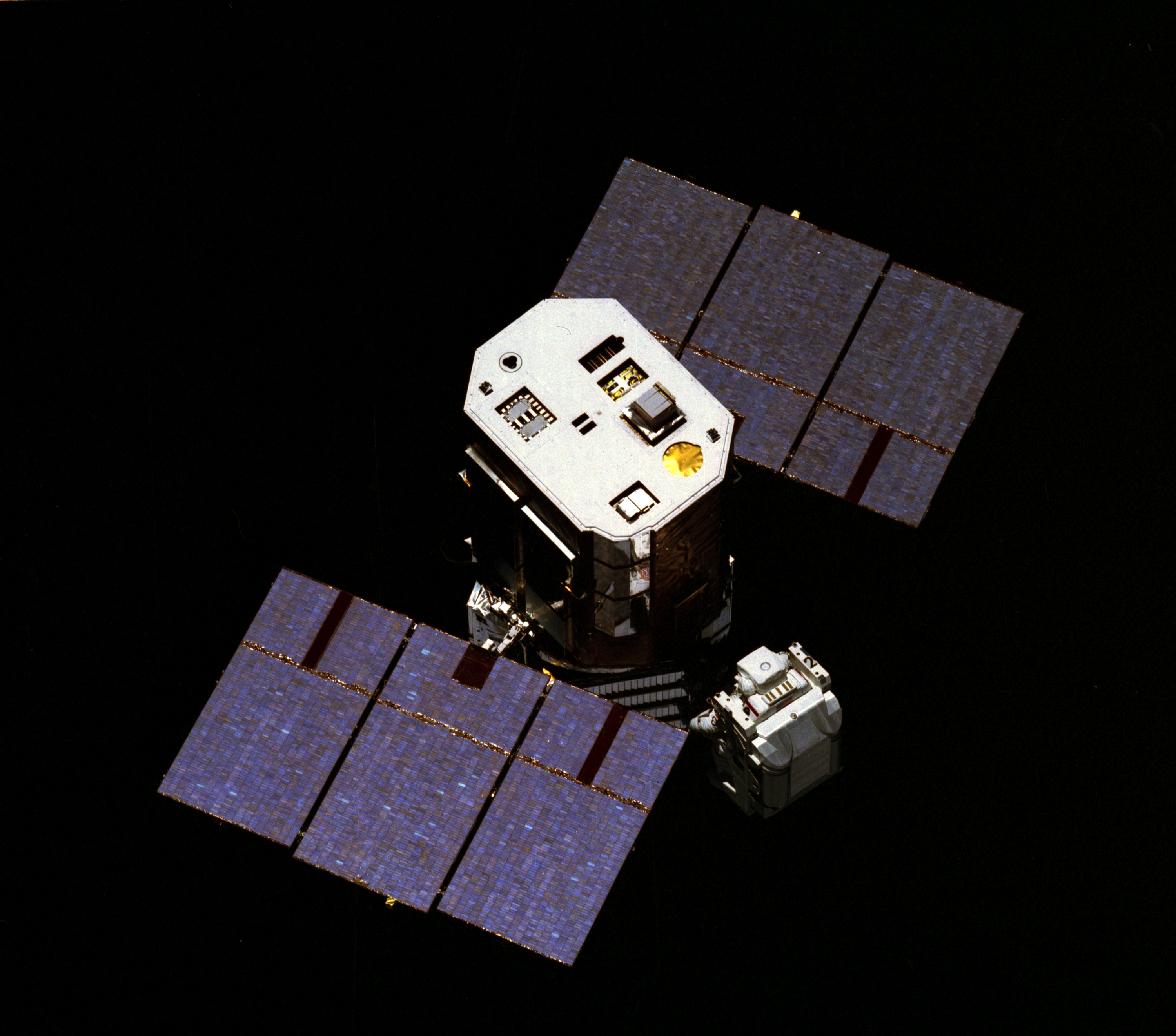
ジョージ・ネルソンは、ソーラーマックスを捕獲しようと試みた。

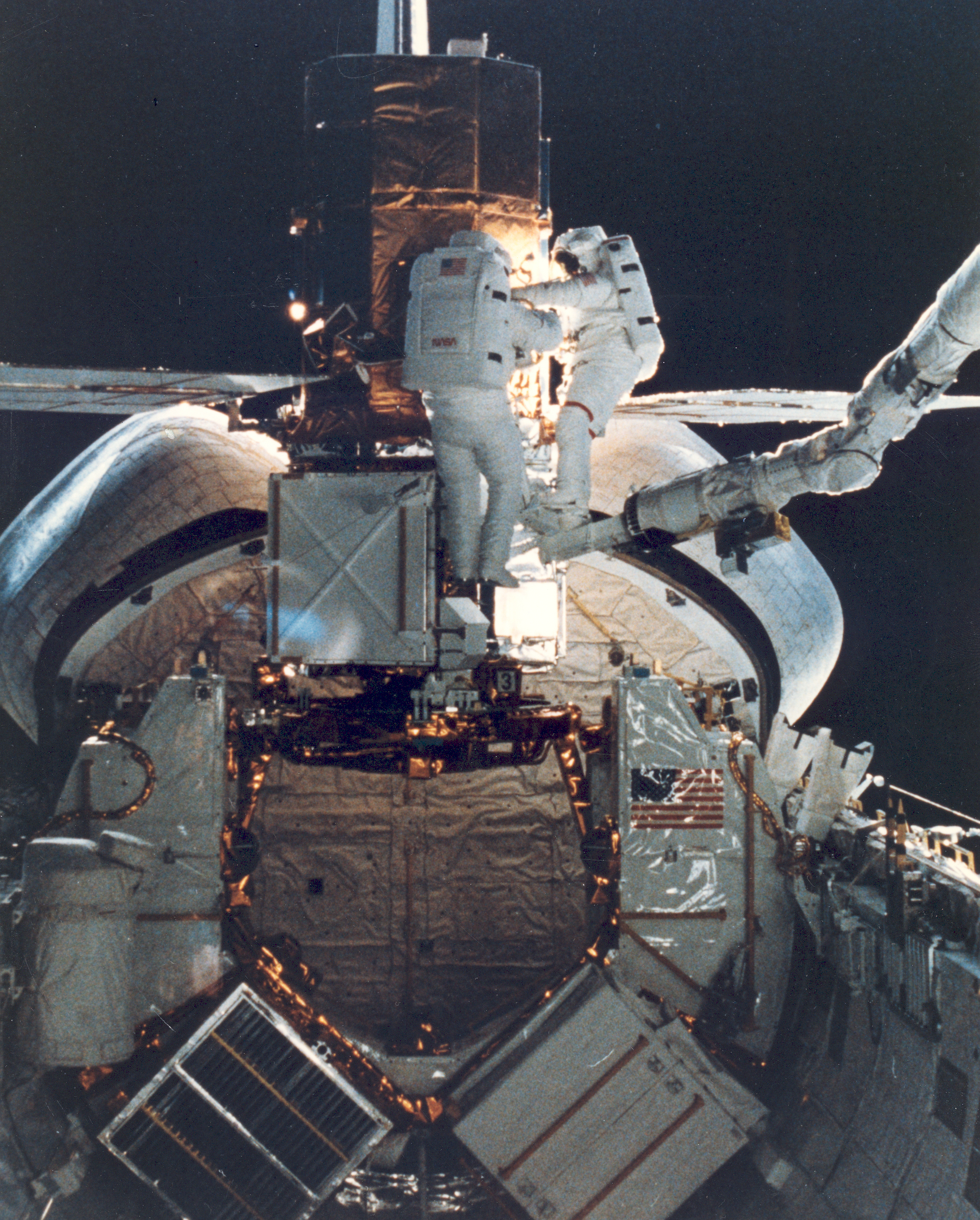
ネルソンとファン・ホーヘンは、捕獲したソーラーマックスの修理を行った。

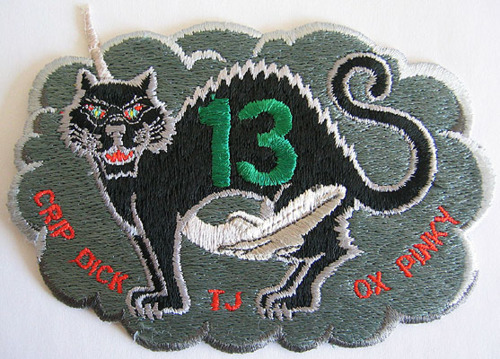
着陸日である13日の金曜日を表したミッション徽章の別案

1984年4月6日8時58分ESTに打ち上げられた。このミッションは、スペースシャトルを初めて直接上昇軌道に乗せるもので、オービタル・マニューバリング・システム・エンジンを1度起動しただけで、533㎞の軌道に達し、周回軌道に入った。
この飛行には2つの主要な目的があった。1つは、長期曝露実験施設をすることであった。この施設は、回収可能であり、質量は9,700㎏、長さは4.3m、直径は9.1mで、側面に12個のシリンダーをつけ、57の科学実験を行うことができた。2つ目の目的は、1980年に打ち上げられ、故障したソーラーマックスを捕獲し、回収、再投入することであった。
5人の乗組員は、全員男性で、機長のロバート・クリッペンは唯一の宇宙飛行経験者で3度目の飛行であった。パイロットはディック・スコビー、ミッションスペシャリストは、ジョージ・ネルソン、ジェームズ・ファン・ホーフェン及びテリー・ハートであった。
打上げの段階で、ミッションコントロールセンターのメインコンピュータが故障し、バックアップのコンピュータを用いた。約1時間の間、コントロールセンターにはスペースシャトルからのデータが届かなかった。
飛行2日目、シャトル・リモート・マニピュレータ・システムを用いて長期曝露実験施設の軌道への投入に成功した。57の実験は、8つの国から来た200人の研究者によって行われた。長期曝露実験施設の改修は1985年に予定されていたが、計画は延長し、1986年のチャレンジャー号爆発事故の影響によって1990年1月12日のSTS-32まで延期された。
飛行3日目、飛行高度を約560kmまで上昇させ、ソーラーマックスのから61mの距離まで近づいた。ネルソンとファン・ホーフェンは、船外活動用推進装置を用いて船外活動を行い、Trunnion Pin Acquisition Deviceという装置を用いて衛星を捕獲しようと試みたが、3度の挑戦は失敗に終わった。ネルソンが手で掴もうとした時にソーラーマックスは多軸で回転を始め、掴むことはできなかった。クリッペンは、2人をシャトル上に留めるために過度の操作を行い、燃料が尽きそうになった。
夜間には、ゴダード宇宙飛行センターから磁気トルクを制御する指令を送ることができ、回転を安定させることができた。
翌日、クリッペンは再びチャレンジャーをソーラーマックスに近づけ、ハートがシャトル・リモート・マニピュレータ・システムでソーラーマックスを捕獲することに成功した。ソーラーマックスはそのままペイロードベイに格納され、高度制御システムとコロナグラフ観測システムの電子回路の修理が行われた。最終的には、2度の船外活動で修理が完了し、ソーラーマックスは翌日、軌道に再投入された。ゴダード宇宙飛行センターによる30日間の監視を終えて、この衛星は運用を再開した。
その他の活動としては、学生教育用の実験として、ミツバチは微小重力環境でもハニカム構造を作れるのか確認する実験があった。ミツバチは、地球にいる時と同じようにハニカム構造を作るのに成功した。
長期曝露実験施設の投入やソーラーマックスの修理を含むこのミッションのハイライトはIMAXで撮影され、The Dream is Aliveという映画に使われた。
6日間と23時間40分7秒のミッションは、1984年4月13日5時38分PSTに、チャレンジャーがエドワーズ空軍基地の第17滑走路に着陸して終了した。チャレンジャーは、1984年4月18日にケネディ宇宙センターに戻った。

## 起床コール
NASAでは、ジェミニ計画の時から、宇宙飛行士のために音楽をかけ始め、アポロ15号から、乗組員の起床のために音楽を使うようになった。それぞれの曲は、宇宙飛行士の家族等が選んだもので、それぞれの乗組員にとって特別な意味を持つものや、日々の活動に適したものである。
| 日程  | 曲                               | 歌手/作曲家          |
| ----- | -------------------------------- | -------------------- |
| 2日目 | "A Boy Named Sue"                | ジョニー・キャッシュ |
| 3日目 | "Lehigh University Fight Song"   |                      |
| 4日目 | 不明                             |                      |
| 5日目 | "ロッキーのテーマ"               |                      |
| 6日目 | 不明                             |                      |
| 7日目 | 無し                             |                      |
| 8日目 | "University of Texas Fight Song" |                      |